# Valerius Andreas
Walter Driessens , francisé en Valère André, et latinisé en Valerius Andreas, né le 27 novembre 1588 à Deschel et mort à Louvain le 29 mars 1655, est un historien, hébraïsant et jurisconsulte des Anciens Pays-Bas.

## Biographie
Driessens fit ses premières études dans sa ville natale, sous la direction de Valerius Houtius. Il reçut pendant trois ans les leçons, notamment de grec, du jésuite André Schott à Anvers. Le frère de ce dernier, François Schott, investi de hautes charges dans la magistrature d’Anvers, ainsi qu’Aubertus Miraeus, s’intéressèrent vivement aux études de Driessens, qui reçut ses premières notions d’hébreu du jésuite écossais Jean Haïus.
Sur l’avis d’André Schott, il alla faire un cours de philosophie à l’université de Douai, où il resta deux ans disciple de Philippe Du Trieu, alors jésuite, autrefois professeur à la pédagogie du Porc. Il y suivit assidument aussi les leçons d’Andreas Haïus de Bruges, enseignant, dans la même Académie, les lettres grecques, la langue latine et l’Histoire. Il a également effectué de petits travaux de philologie. De retour à Anvers depuis une année seulement, Adrien Baecx, président du collège des Trois-Langues l’appela à enseigner l’hébreu dans son établissement.
Le 27 mars 1612, il prononça un discours inaugural de la chaire, qui lui avait été attribuée fin 1611, sur les qualités et les avantages de la langue hébraïque. Malgré les autres charges et dignités qui lui échurent durant sa longue carrière, il n’abandonna jamais la chaire d’hébreu. Quoique titulaire d’une chaire au collège de Busleiden, il décida d’entreprendre l’étude des droits civil et ecclésiastique. Ayant obtenu son doctorat, le 22 novembre 1621, il fut admis au conseil de l’université de Louvain le 30 janvier 1622, et, en 1628, nommé professeur royal, chargé de l’explication des Institutes (Regius imperialium institutionum professor), dont il fut recteur magnifique de 1644 à 1649.
Ses ouvrages d’histoire et de biographie ont fait époque dans les annales littéraires. La Bibliotheca Belgica est une biographie des hommes illustres de la Belgique dans les sciences, les arts et les lettres, dont l’auteur a donné lui-même deux éditions. ll avait préparé cette œuvre de longue main, et il l’a conduite à un état assez avancé pour qu’elle ait servi de source à tous les recueils biographiques depuis deux siècles, et de fondement à l’œuvre connue de Foppens. Paquot a cependant blâmé Driessens d’avoir transcrit inexactement, dans cet ouvrage, les titres des ouvrages cités, de les avoir modifiés ou abrégés à sa guise ; il lui reproche d’avoir souvent omis des ouvrages imprimés en français ou en flamand, et encore d’avoir, en les citant, traduit leur titre en latin, de sorte qu’on ne peut toujours bien reconnaitre en quelle langue chaque ouvrage a été écrit.
Son second ouvrage, les Fasti Academici studii generalis Lovaniensis, ou Annales des études académiques à Louvain, dont il a donné lui-même une seconde édition, est un livre véritablement historique, qui contient tous les faits de l’histoire deux fois séculaire de cette université, dans leur ordre chronologique et dans les termes de la plus rigoureuse exactitude. Cependant, s’il a introduit des améliorations considérables dans la seconde édition de son ouvrage, Driessens a sacrifié, sans raison grave, le discours qu’il a prononcé lui-même le 22 septembre 1626, à l’église de Saint-Pierre, dans une cérémonie commémorative de la fondation de l’Université, et qui donnait du prix à la première.
Valère André devint, en 1636, bibliothécaire de l’Université, quand cet établissement fut doté d’une bibliothèque centrale, établie dans le bâtiment des Halles. Il a prononcé, à cette occasion, un discours, le 1er octobre 1656, devant l’Université, pour montrer l’importance de cette création nouvelle. Son Oratio auspicalis est suivi d’un catalogue des imprimés et manuscrits de la bibliothèque qui venait de s’ouvrir. De 1642 à 1643, il remplit les fonctions de dictateur, et il fut élu deux fois, le 28 février 1644 et le même jour de l’an 1649, recteur de l’Université, à une époque où la durée de cette charge s’étendait à un semestre. Il fut actif jusque vers la fin de sa longue carrière, et ne cessa de s’intéresser aux matières de ses premières études.
Même lorsqu’il s’occupa de matières juridiques et de recherches biographiques, il continua de s’intéresser à la littérature et à la philologie. Il s’était exercé, jeune, sur différents sujets d’érudition latine, et à Anvers, en 1608, il avait mis au jour, d’après les cahiers dictés par Nanninck, le commentaire de ce savant sur Horace, en suppléant ce qui y manquait. À Douai, en 1610, il avait fait imprimer un système d’orthographe suivi d’un traité de ponctuation, et il avait ajouté ses propres observations au traité d’Alde Manuce, en insistant sur la nécessité de distinguer davantage les variations de l’orthographe latine, suivant l’ordre des temps, et de tenir compte des différences que l’usage introduit dans l’écriture comme dans la prononciation. Plus tard, il composa des notes fort étendues sur l’Ibis d’Ovide, poème réputé très obscur. Liés à l’étude des lettres grecques qu’il avait entreprises à Anvers et à Douai, on a une idée de l’humaniste instruit, ayant accès à toutes les sources, qu’il pouvait être.
Pendant les années laborieuses de son professorat, les relations littéraires de Driessens avaient été fort étendues, ayant dû entretenir une correspondance suivie en Belgique et au dehors, afin d’obtenir des matériaux pour ses œuvres d’érudition et de compilation. Il demanda les conseils ou le concours de professeurs tels que Justus Rycquius (de Rycke), de Gand, et de Boxhorn, professeur à Leyde. Driessens avait reçu la visite, à Louvain, de plusieurs voyageurs de distinction : il a mérité un souvenir tout particulier du savant Pierre-Daniel Huet, dans le passage de ses Mémoires où il rappelle ses voyages en Hollande et en Belgique. « Parmi les professeurs de Louvain, dit-il, Driessens s’était fait un nom par son livre sur les écrivains belges et espagnols. Je le saluai, et voulus être inscrit sur la liste de ses amis. »
D’un caractère droit qui souffrait pas que l’on porte atteinte à la réputation d’autrui, il avait reçu le surnom de den goeden Valerius (« le bon Valerius »). Dans ses dernières années, il a supporté avec force et constance l’affaiblissement de sa vue, qui alla jusqu’à la cécité, et une hydropisie qui lui causa une enflure toujours croissante des deux jambes. Ses funérailles solennelles qui eurent lieu en 1656, environ un an après sa mort. Bernard Heymbach, professeur d’histoire et successeur de Vernulaeus au collège des Trois-Langues, prononça devant toute l’Université son oraison funèbre, qui fut imprimée avec une dédicace à l’abbé de Tongerloo, Auguste Wichmans, et qui est datée du 5 mars de la même année.